# Quintinia sieberi
Quintinia sieberi, conocida como "possumwood", es un árbol del bosque lluvioso del este Australia. Se lo encuentra a elevada altitud. Su rango de distribución natural es desde el río Clyde en Nueva Gales del Sur (35° S) hasta la Cadena McPherson (28° S) en la frontera con el estado de Queensland.

## Descripción
Es un árbol de talla mediana de  25 metros de altura y un diámetro de 75 cm. El tronco es algo ensanchado en la base, con una corteza café rojiza. Las hojas son alternadas, no dentadas, en forma de una elipse. De 7 a 12 cm de largo con una punta corta. El haz presenta diminutos puntitos rojos. Las venas son visibles en ambas superficies. La vena central está deprimida en el haz y levantada en el envés. Flores blancas aparecen en panículas entre los meses de octubre a noviembre. El fruto es una cápsula café grisácea, de 3 mm de diámetro y con tres a cinco celdas adentro. Hay varias semillas dentro de cada celda. El fruto madura de diciembre a enero.

## Germinación
Semillas llevadas por el viento germinan en la forma de una hemiepífita en los tallos y troncos de algunas plantas como dicksonia antarctica. Como las raíces de las semillas en germinación son muy pequeñas, se necesita proveer adecuada humedad y protección de ser enterradas muy profundamente en el suelo o ser expuestas. Las semillas son diminutas y su germinación requiere de un sustrato adecuado. 

## Taxonomía
Quintinia sieberi fue descrita por Alphonse Pyrame de Candolle y publicado en Prodromus Systematis Naturalis Regni Vegetabilis 4: 5. 1830.